# Beckedorf
Beckedorf is een gemeente in de Duitse deelstaat Nedersaksen> De gemeente maakt sedert 1974 deel uit van de Samtgemeinde Lindhorst in het Landkreis Schaumburg.
Beckedorf telt 1.463 inwoners.
De Bundesstraße 65 loopt door de gemeente. De dichtstbijzijnde aansluiting op het Autobahnnet is afrit 38 van de A2 bij Bad Nenndorf. Deze Autobahn kruist hier, circa 8 km ten oosten van Beckedorf, de B65.
Het naburige Lindhorst heeft een spoorwegstation. Door de gemeente lopen verscheidene buslijnen, maar de meeste daarvan zijn schoolbusdiensten met zeer beperkte frequentie.
Vanaf 1911 tot 1960 was te Beckedorf een steenkoolmijn in exploitatie; in Beckedorf en Lindhorst werden woonwijken voor de mijnwerkers gebouwd, waardoor deze dorpjes relatief sterk groeiden. in 1960 was de winning van de dunne steenkoollaag in deze mijn niet meer lonend, en werd ze gesloten. Wellicht heeft een mijngasexplosie eind 1959 in deze mijn, die één man het leven kostte, het besluit tot stillegging verhaast.  Kort na de Tweede Wereldoorlog was deze mijn nog een uitkomst gebleken voor vele Heimatvertriebene en mensen uit het stukgebombardeerde Ruhrgebied, die in Beckedorf vanaf ca. 1947 onderdak en een baan als mijnwerker hadden gevonden.
Na de mijnsluiting is men er niet in geslaagd, vervangende werkgelegenheid op grote schaal aan te trekken. De gemeente bezit vrijwel uitsluitend kleine ondernemingen van weinig meer dan plaatselijke betekenis. In de dorpen van de Samtgemeinde Lindhorst zijn na plm. 1970 woonwijken gebouwd voor woonforensen, mensen die een werkkring in omliggende steden hebben. 

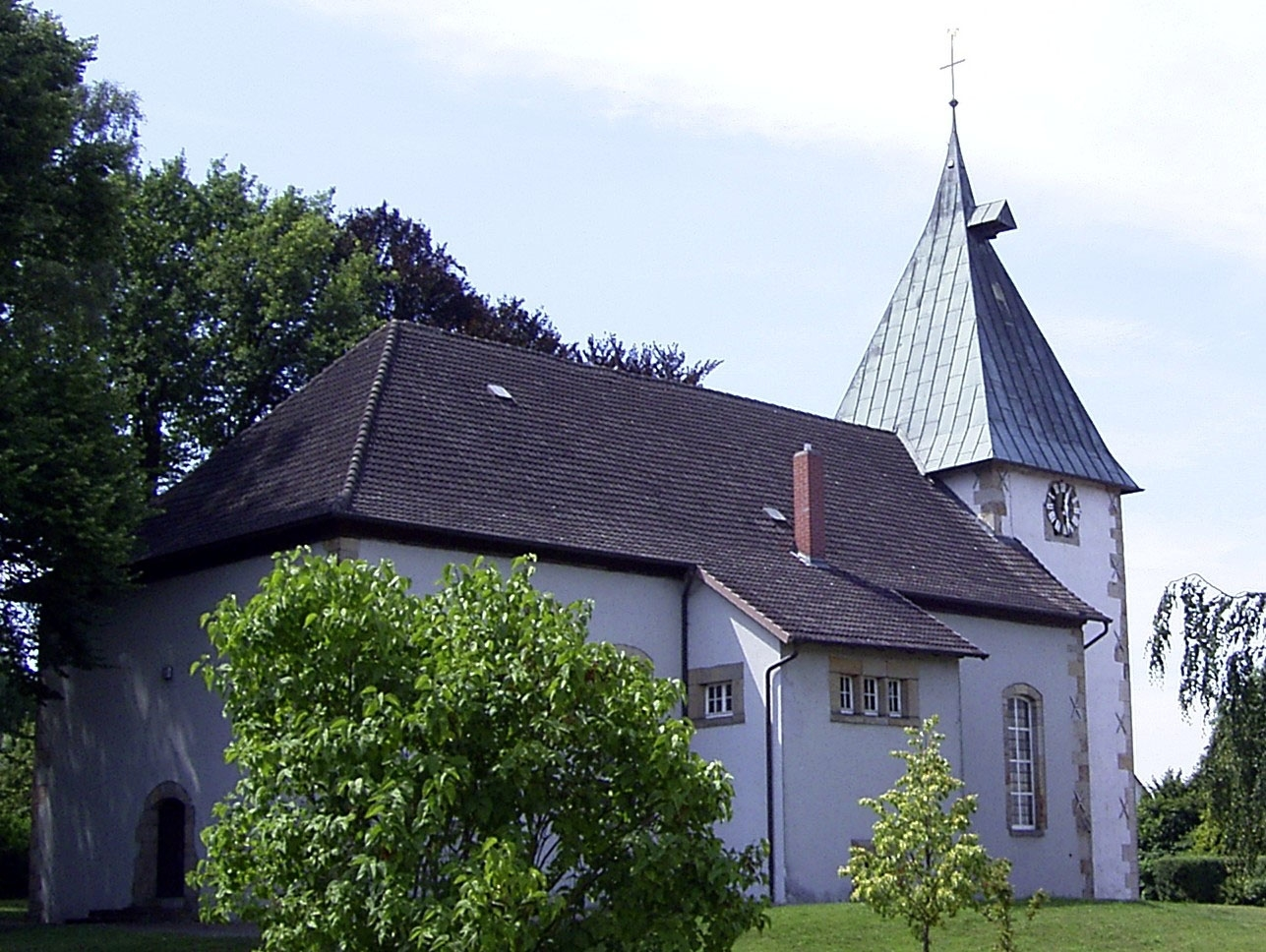
St. Godeharduskerk in Beckedorf (1740)

Zie verder onder: Samtgemeinde Lindhorst.
- Gemeinsame Normdatei: 4104220-7
- Virtual International Authority File: 237278500

Ahnsen · 
Apelern · 
Auetal · 
Auhagen · 
Bad Eilsen · 
Bad Nenndorf · 
Beckedorf · 
Buchholz · 
Bückeburg · 
Hagenburg · 
Haste · 
Heeßen · 
Helpsen · 
Hespe · 
Heuerßen · 
Hohnhorst · 
Hülsede · 
Lauenau · 
Lauenhagen · 
Lindhorst · 
Lüdersfeld · 
Luhden · 
Meerbeck · 
Messenkamp · 
Niedernwöhren · 
Nienstädt · 
Nordsehl · 
Obernkirchen · 
Pohle · 
Pollhagen · 
Rinteln · 
Rodenberg · 
Sachsenhagen · 
Seggebruch · 
Stadthagen · 
Suthfeld · 
Wiedensahl · 
Wölpinghausen